# Kazahsztán a 2012. évi nyári olimpiai játékokon
Kazahsztán a nagy-britanniai Londonban megrendezett 2012. évi nyári olimpiai játékok egyik részt vevő nemzete volt. Az országot az olimpián 19 sportágban 118 sportoló képviselte, akik összesen 13 érmet szereztek. Többek között aranyérmet nyert a női hármasugró Olga Ripakova, valamint a korábbi Tour-bronzérmes és egyszeres Vuelta-győztes Alekszandr Vinokurov, de az éremgyűjtésből javarészt a súlyemelők vették ki a részüket. 7 aranyérmük a 12. helyre volt elég az éremtáblázaton, ezzel az ország történelme legsikeresebb olimpiai szereplését könyvelhette el.

## Érmesek
| Érem  | Versenyző              | Sportág      | Versenyszám                |
| ----- | ---------------------- | ------------ | -------------------------- |
| Arany | Olga Ripakova          | Atlétika     | Női hármasugrás            |
| Arany | Alekszandr Vinokurov   | Kerékpározás | Férfi egyéni mezőnyverseny |
| Arany | Szerik Szapijev        | Ökölvívás    | Férfi váltósúly            |
| Arany | Ilja Iljin             | Súlyemelés   | Férfi 94 kg                |
| Arany | Zulfija Csinsanlo      | Súlyemelés   | Női 53 kg                  |
| Arany | Majja Manyeza          | Súlyemelés   | Női 63 kg                  |
| Arany | Szvetlana Podobedova   | Súlyemelés   | Női 75 kg                  |
| Ezüst | Agyilbek Nyijazimbetov | Ökölvívás    | Férfi félnehézsúly         |
| Bronz | Danyijal Gadzsijev     | Birkózás     | Férfi kötöttfogás, 84 kg   |
| Bronz | Akzsurek Tanatarov     | Birkózás     | Férfi szabadfogás, 66 kg   |
| Bronz | Gjuzel Manyurova       | Birkózás     | Női szabadfogás, 72 kg     |
| Bronz | Ivan Dicsko            | Ökölvívás    | Férfi szupernehézsúly      |
| Bronz | Marina Volnova         | Ökölvívás    | Női középsúly              |

## Atlétika
Férfi
| Versenyző            | Versenyszám     | Előfutam | Előfutam | Előfutam | Elődöntő | Elődöntő | Elődöntő | Döntő   | Döntő    |
| Versenyző            | Versenyszám     | Idő      | Hely.    | Össz.    | Idő      | Hely.    | Össz.    | Idő     | Helyezés |
| -------------------- | --------------- | -------- | -------- | -------- | -------- | -------- | -------- | ------- | -------- |
| Vjacseszlav Muravjov | 200 m           | 21,75    | 7.       | 50.      | kiesett  | kiesett  | kiesett  | kiesett | kiesett  |
| Szergej Zajkov       | 400 m           | 46,71    | 7.       | 37.      | kiesett  | kiesett  | kiesett  | kiesett | kiesett  |
| Viktor Leptikov      | 400 m gát       | 51,67    | 8.       | 43.      | kiesett  | kiesett  | kiesett  | kiesett | kiesett  |
| Artyom Koszinov      | 3000 m akadály  | 8:42,27  | 10.      | 34.      |          |          |          | kiesett | kiesett  |
| Georgij Sejko        | 20 km gyaloglás |          |          |          |          |          |          | 1:23:52 | 35.      |
| Vitalij Anyicskin    | 50 km gyaloglás |          |          |          |          |          |          | 4:14:09 | 49.      |

| Versenyző        | Versenyszám | Selejtező | Selejtező | Döntő    | Döntő    |
| Versenyző        | Versenyszám | Eredmény  | Helyezés  | Eredmény | Helyezés |
| ---------------- | ----------- | --------- | --------- | -------- | -------- |
| Nyikita Filippov | Rúdugrás    | 535 cm    | 18.*      | kiesett  | kiesett  |
| Jevgenyij Ektov  | Hármasugrás | 16,31 m   | 19.       | kiesett  | kiesett  |
| Roman Valijev    | Hármasugrás | 16,23 m   | 21.       | kiesett  | kiesett  |

| Versenyző      | Versenyszám | 100 m | 100 m | Távolugrás | Távolugrás | Súlylökés | Súlylökés | Magasugrás | Magasugrás | 400 m | 400 m | 110 m gát | 110 m gát | Diszkoszvetés | Diszkoszvetés | Rúdugrás | Rúdugrás | Gerelyhajítás | Gerelyhajítás | 1500 m  | 1500 m | Végeredmény | Végeredmény |
| Versenyző      | Versenyszám | Idő   | Pont  | Eredmény   | Pont       | Eredmény  | Pont      | Eredmény   | Pont       | Idő   | Pont  | Idő       | Pont      | Eredmény      | Pont          | Eredmény | Pont     | Eredmény      | Pont          | Idő     | Pont   | Pont        | Helyezés    |
| -------------- | ----------- | ----- | ----- | ---------- | ---------- | --------- | --------- | ---------- | ---------- | ----- | ----- | --------- | --------- | ------------- | ------------- | -------- | -------- | ------------- | ------------- | ------- | ------ | ----------- | ----------- |
| Dmitrij Karpov | Tízpróba    | 10,91 | 881   | 721 cm     | 864        | 16,47 m   | 880       | 199 cm     | 794        | 49,83 | 822   | 14,40     | 924       | 44,93 m       | 765           | 510 cm   | 941      | 49,93 m       | 588           | 5:16,83 | 467    | 7926        | 18          |

Női
| Versenyző               | Versenyszám     | Selejtező | Selejtező | Selejtező | Előfutam | Előfutam | Előfutam | Elődöntő | Elődöntő | Elődöntő | Döntő         | Döntő         |
| Versenyző               | Versenyszám     | Idő       | Hely.     | Össz.     | Idő      | Hely.    | Össz.    | Idő      | Hely.    | Össz.    | Idő           | Helyezés      |
| ----------------------- | --------------- | --------- | --------- | --------- | -------- | -------- | -------- | -------- | -------- | -------- | ------------- | ------------- |
| Olga Bludova            | 100 m           |           |           |           | 11,31    | 2.       | 25.      | 11,39    | 8.       | 24.      | kiesett       | kiesett       |
| Viktorija Zjabkina      | 200 m           |           |           |           | 23,49    | 7.       | 38.*     | kiesett  | kiesett  | kiesett  | kiesett       | kiesett       |
| Marina Maszlenko        | 400 m           |           |           |           | 53,66    | 6.       | 34.      | kiesett  | kiesett  | kiesett  | kiesett       | kiesett       |
| Margarita Mukasova      | 800 m           |           |           |           | 2:02,12  | 5.       | 15.      | 1:59,20  | 3.       | 8.       | kiesett       | kiesett       |
| Anasztaszija Szoprunova | 100 m gát       |           |           |           | 13,40    | 4.       | 28.      | kiesett  | kiesett  | kiesett  | kiesett       | kiesett       |
| Anasztaszija Pilipenko  | 100 m gát       |           |           |           | 13,77    | 5.       | 38.      | kiesett  | kiesett  | kiesett  | kiesett       | kiesett       |
| Natalja Ivonyinszkaja   | 100 m gát       |           |           |           | 13,48    | 7.       | 30.*     | kiesett  | kiesett  | kiesett  | kiesett       | kiesett       |
| Tatyjana Azarova        | 400 m gát       |           |           |           | 58,53    | 6.       | 38.      | kiesett  | kiesett  | kiesett  | kiesett       | kiesett       |
| Ajman Kozsahmetova      | 20 km gyaloglás |           |           |           |          |          |          |          |          |          | 1:35:00       | 42.           |
| Solpan Kozsahmetova     | 20 km gyaloglás |           |           |           |          |          |          |          |          |          | nem ért célba | nem ért célba |

| Versenyző                | Versenyszám | Selejtező                | Selejtező                | Döntő    | Döntő    |
| Versenyző                | Versenyszám | Eredmény                 | Helyezés                 | Eredmény | Helyezés |
| ------------------------ | ----------- | ------------------------ | ------------------------ | -------- | -------- |
| Marina Aitova            | Magasugrás  | érvényes kísérlet nélkül | érvényes kísérlet nélkül | kiesett  | kiesett  |
| Olga Ripakova            | Hármasugrás | 14,79 m                  | 1.                       | 14,98 m  |          |
| Irina Litvinyenko-Ektova | Hármasugrás | 13,39 m                  | 31.                      | kiesett  | kiesett  |
| Alekszandra Fiser        | Súlylökés   | 16,16 m                  | 29.                      | kiesett  | kiesett  |

| Versenyző     | Versenyszám | 100 m gát | 100 m gát | Magasugrás | Magasugrás | Súlylökés | Súlylökés | 200 m | 200 m | Távolugrás | Távolugrás | Gerelyhajítás | Gerelyhajítás | 800 m   | 800 m | Végeredmény | Végeredmény |
| Versenyző     | Versenyszám | Idő       | Pont      | Eredmény   | Pont       | Eredmény  | Pont      | Idő   | Pont  | Eredmény   | Pont       | Eredmény      | Pont          | Idő     | Pont  | Pont        | Helyezés    |
| ------------- | ----------- | --------- | --------- | ---------- | ---------- | --------- | --------- | ----- | ----- | ---------- | ---------- | ------------- | ------------- | ------- | ----- | ----------- | ----------- |
| Irina Karpova | Hétpróba    | 14,21     | 949       | 168 cm     | 830        | 11,68 m   | 640       | 25,42 | 849   | 570 cm     | 759        | 35,75 m       | 586           | 2:28,93 | 706   | 5319        | 32.         |

* - egy másik versenyzővel azonos eredményt ért el

## Birkózás

### Férfi
Kötöttfogású
| Versenyző           | Versenyszám | Selejtező                              | Nyolcaddöntő                             | Negyeddöntő                   | Elődöntő          | Vigaszág első kör | Vigaszág elődöntő                   | Bronz- mérkőzés                                    | Döntő             | Helyezés |
| Versenyző           | Versenyszám | Ellenfél Eredmény                      | Ellenfél Eredmény                        | Ellenfél Eredmény             | Ellenfél Eredmény | Ellenfél Eredmény | Ellenfél Eredmény                   | Ellenfél Eredmény                                  | Ellenfél Eredmény | Helyezés |
| ------------------- | ----------- | -------------------------------------- | ---------------------------------------- | ----------------------------- | ----------------- | ----------------- | ----------------------------------- | -------------------------------------------------- | ----------------- | -------- |
| Almat Kebiszpajev   | 60 kg       | Lenur Temirov (UKR) · 7–0, 1–0         | Luis Liendo (VEN) · 1–0, 0–2, 2–0        | Omid Norouzi (IRI) · 1–3, 0–3 |                   |                   | Ivo Angelov (BUL) · 1–0, 2–0        | Macumoto Rjútaró (JPN) · 2–1, 1–3, 0–3 (kétvállas) |                   | 5.       |
| Darhan Bajahmetov   | 66 kg       | Aleksandar Maksimović (SRB) · 1–0, 1–0 | Edgaras Venckaitis (LTU) · 2–0, 0–2, 0–4 | kiesett                       | kiesett           |                   |                                     |                                                    |                   | 9.       |
| Aszhat Dilmuhamedov | 74 kg       | erőnyerő                               | Aljakszandr Kikinyov (BLR) · 0–1, 0–2    | kiesett                       | kiesett           |                   |                                     |                                                    |                   | 15.      |
| Danyijal Gadzsijev  | 84 kg       | erőnyerő                               | Hriszto Marinov (BUL) · 1–0, 3–0         | Alan Hugajev (RUS) · 0–1, 0–3 |                   |                   | Alim Szelimav (BLR) · 1–0, 0–3, 3–0 | Vladimir Gegeshidze (GEO) · 0–1, 1–0, 2–0          |                   |          |
| Nurmahan Tinalijev  | 120 kg      | Johan Eurén (SWE) · 0–3, 0–1           | kiesett                                  | kiesett                       | kiesett           |                   |                                     |                                                    |                   | 18.      |

Szabadfogású
| Versenyző           | Versenyszám | Selejtező                              | Nyolcaddöntő                             | Negyeddöntő                            | Elődöntő                               | Vigaszág első kör | Vigaszág elődöntő                       | Bronz- mérkőzés                     | Döntő             | Helyezés |
| Versenyző           | Versenyszám | Ellenfél Eredmény                      | Ellenfél Eredmény                        | Ellenfél Eredmény                      | Ellenfél Eredmény                      | Ellenfél Eredmény | Ellenfél Eredmény                       | Ellenfél Eredmény                   | Ellenfél Eredmény | Helyezés |
| ------------------- | ----------- | -------------------------------------- | ---------------------------------------- | -------------------------------------- | -------------------------------------- | ----------------- | --------------------------------------- | ----------------------------------- | ----------------- | -------- |
| Daulet Nyijazbekov  | 55 kg       | erőnyerő                               | Sam Hazewinkel (USA) · 3–1, 2–0          | Ahmet Peker (TUR) · 0–1, 1–0, 2–0      | Dzsamal Otarszultanov (RUS) · 2–3, 0–3 |                   |                                         | Jang Kjongil (PRK) · 2–2, 0–6       |                   | 5.       |
| Dauren Zsumagazijev | 60 kg       | erőnyerő                               | Masoud Esmaeilpour (IRI) · 4–1, 1–4, 0–4 | kiesett                                | kiesett                                |                   |                                         |                                     |                   | 12.      |
| Akzsurek Tanatarov  | 66 kg       | erőnyerő                               | Andrij Kvjatkovszkij (UKR) · 1–1, 1–0    | Davit Szafariján (ARM) · 3–2, 1–4, 2–2 | Szusíl Kumár (IND) · 0–3, 3–0, 3–6     |                   |                                         | Ramazan Şahin (TUR) · 1–4, 3–1, 4–2 |                   |          |
| Abdulhakim Sapijev  | 74 kg       | erőnyerő                               | Bilel Ouechtati (TUN) · 5–3, 1–0         | Hatos Gábor (HUN) · 0–1, 0–1           | kiesett                                |                   |                                         |                                     |                   | 10.      |
| Jermek Bajduasov    | 84 kg       | Ehsan Lashgari (IRI) · 0–1, 0–4        | kiesett                                  | kiesett                                | kiesett                                |                   |                                         |                                     |                   | 19.      |
| Tajmuraz Tigijev    | 96 kg       | Abdulszalam Gagyiszov (RUS) · 1–1, 0–1 | kiesett                                  | kiesett                                | kiesett                                |                   |                                         |                                     |                   | 14.      |
| Daulet Sabanbaj     | 120 kg      | erőnyerő                               | Rareş Chintoan (ROU) · 0–3, 5–2, 1–0     | Davit Modzmanashvili (GEO) · 0–4, 0–1  |                                        |                   | Jesse Ruíz (MEX) · 5–0, 3–0 (kétvállas) | Biljal Mahov (RUS) · 0–5, 3–0, 0–3  |                   | 5.       |

### Női
Szabadfogású
| Versenyző        | Versenyszám | Selejtező                                      | Nyolcaddöntő                                        | Negyeddöntő                               | Elődöntő          | Vigaszág első kör | Vigaszág elődöntő                      | Bronz- mérkőzés                  | Döntő             | Helyezés |
| Versenyző        | Versenyszám | Ellenfél Eredmény                              | Ellenfél Eredmény                                   | Ellenfél Eredmény                         | Ellenfél Eredmény | Ellenfél Eredmény | Ellenfél Eredmény                      | Ellenfél Eredmény                | Ellenfél Eredmény | Helyezés |
| ---------------- | ----------- | ---------------------------------------------- | --------------------------------------------------- | ----------------------------------------- | ----------------- | ----------------- | -------------------------------------- | -------------------------------- | ----------------- | -------- |
| Zsuldiz Esimova  | 48 kg       | erőnyerő                                       | Vanesza Kaladzinszkaja (BLR) · 0–5, 1–4 (kétvállas) | kiesett                                   | kiesett           |                   |                                        |                                  |                   | 15.      |
| Jelena Saligina  | 63 kg       | Julija Osztapcsuk (UKR) · 2–0, 2–3 (kétvállas) | kiesett                                             | kiesett                                   | kiesett           |                   |                                        |                                  |                   | 15.      |
| Gjuzel Manyurova | 72 kg       | erőnyerő                                       | Hamagucsi Kjóko (JPN) · 5–1, 1–1, 4–0               | Natalja Vorobjova (RUS) · 3–4 (kétvállas) |                   |                   | Katerina Burmisztrova (UKR) · 1–0, 2–1 | Vang Csiao (CHN) · 1–1, 4–1, 1–0 |                   |          |

## Cselgáncs
Férfi
| Versenyző           | Versenyszám  | Selejtező                              | 32-es főtábla                                 | Nyolcaddöntő                             | Negyeddöntő       | Elődöntő          | Vigaszág elődöntő | Bronz- mérkőzés   | Döntő             | Helyezés |
| Versenyző           | Versenyszám  | Ellenfél Eredmény                      | Ellenfél Eredmény                             | Ellenfél Eredmény                        | Ellenfél Eredmény | Ellenfél Eredmény | Ellenfél Eredmény | Ellenfél Eredmény | Ellenfél Eredmény | Helyezés |
| ------------------- | ------------ | -------------------------------------- | --------------------------------------------- | ---------------------------------------- | ----------------- | ----------------- | ----------------- | ----------------- | ----------------- | -------- |
| Jerkebulan Koszajev | Légsúly      | erőnyerő                               | Sergio Pessoa (CAN) · 000(0)–000(1) (bírói)   | Hovhannesz Davtjan (ARM) · 000(0)–010(0) | kiesett           | kiesett           |                   |                   |                   | 9.       |
| Szergej Lim         | Harmatsúly   | erőnyerő                               | Martin Ivanov (BUL) · 010(1)–000(1)           | Ebinuma Maszasi (JPN) · 000(1)–001(0)    | kiesett           | kiesett           |                   |                   |                   | 9.       |
| Rinat Ibragimov     | Könnyűsúly   | erőnyerő                               | Vang Gicshun (KOR) · 000(0)–100(1)            | kiesett                                  | kiesett           | kiesett           |                   |                   |                   | 17.      |
| Iszlam Bozbajev     | Váltósúly    | Artem Vaszilenko (UKR) · 100(0)–000(1) | Kouami Sacha Denanyoh (TOG) · 020(0)–000(0)   | Ole Bischof (GER) · 101(1)–000(2)        | kiesett           | kiesett           |                   |                   |                   | 9.       |
| Timur Bolat         | Középsúly    |                                        | Hesám Miszbáh (EGY) · 100(2)–001(1)           | Nisijama Maszasi (JPN) · 000(0)–001(0)   | kiesett           | kiesett           |                   |                   |                   | 9.       |
| Makszim Rakov       | Félnehézsúly |                                        | Elmar Qasımov (AZE) · 000(0)–001(1)           | kiesett                                  | kiesett           | kiesett           |                   |                   |                   | 17.      |
| Jerzsan Sinkejev    | Nehézsúly    |                                        | Faicel Jaballah (TUN) · 000(1)–000(1) (bírói) | kiesett                                  | kiesett           | kiesett           |                   |                   |                   | 17.      |

Női
| Versenyző              | Versenyszám | Selejtező         | Nyolcaddöntő                              | Negyeddöntő                         | Elődöntő          | Vigaszág elődöntő                    | Bronz- mérkőzés   | Döntő             | Helyezés |
| Versenyző              | Versenyszám | Ellenfél Eredmény | Ellenfél Eredmény                         | Ellenfél Eredmény                   | Ellenfél Eredmény | Ellenfél Eredmény                    | Ellenfél Eredmény | Ellenfél Eredmény | Helyezés |
| ---------------------- | ----------- | ----------------- | ----------------------------------------- | ----------------------------------- | ----------------- | ------------------------------------ | ----------------- | ----------------- | -------- |
| Alekszandra Podrjadova | Légsúly     | erőnyerő          | Mönhbatin Uranceceg (MGL) · 000(1)–001(0) | kiesett                             | kiesett           |                                      |                   |                   | 9.       |
| Gulzsan Iszanova       | Nehézsúly   | erőnyerő          | Kim Najong (KOR) · 001(2)+–001(2)         | Karina Bryant (GBR) · 001(1)–010(2) |                   | Maria Altheman (BRA) · 000(2)–011(1) | kiesett           |                   | 7.       |

## Evezés
Férfi
| Versenyző            | Versenyszám  | Előfutam | Előfutam | Vigaszág | Vigaszág | Negyeddöntő | Negyeddöntő | Elődöntő | Elődöntő | Elődöntő | Döntő | Döntő   | Döntő | Helyezés |
| Versenyző            | Versenyszám  | Idő      | Hely.    | Idő      | Hely.    | Idő         | Hely.       | Típus    | Idő      | Hely.    | Típus | Idő     | Hely. | Helyezés |
| -------------------- | ------------ | -------- | -------- | -------- | -------- | ----------- | ----------- | -------- | -------- | -------- | ----- | ------- | ----- | -------- |
| Vlagyiszlav Jakovlev | Egypárevezős | 7:16,34  | 5.       | 7:22,00  | 4.       |             |             | E/F      | 7:33,29  | 2.       | E     | 7:36,14 | 4.    | 28.      |

Női
| Versenyző             | Versenyszám  | Előfutam | Előfutam | Vigaszág | Vigaszág | Negyeddöntő | Negyeddöntő | Elődöntő | Elődöntő | Elődöntő | Döntő | Döntő   | Döntő | Helyezés |
| Versenyző             | Versenyszám  | Idő      | Hely.    | Idő      | Hely.    | Idő         | Hely.       | Típus    | Idő      | Hely.    | Típus | Idő     | Hely. | Helyezés |
| --------------------- | ------------ | -------- | -------- | -------- | -------- | ----------- | ----------- | -------- | -------- | -------- | ----- | ------- | ----- | -------- |
| Szvetlana Germanovics | Egypárevezős | 8:01,94  | 5.       | 7:53,63  | 3.       |             |             |          |          |          | E     | 8:37,08 | 1.    | 25.      |

## Íjászat
Férfi
| Versenyző        | Versenyszám | Selejtező | Selejtező | 64-es főtábla                      | 32-es főtábla                      | Nyolcaddöntő      | Negyeddöntő       | Elődöntő          | Döntő             | Helyezés |
| Versenyző        | Versenyszám | Pont      | Kiemelt   | Ellenfél Eredmény                  | Ellenfél Eredmény                  | Ellenfél Eredmény | Ellenfél Eredmény | Ellenfél Eredmény | Ellenfél Eredmény | Helyezés |
| ---------------- | ----------- | --------- | --------- | ---------------------------------- | ---------------------------------- | ----------------- | ----------------- | ----------------- | ----------------- | -------- |
| Gyenyisz Ganykin | Egyéni      | 670       | 17.       | Haziq Kamaruddin (MAS) (48.) · 6–4 | Rick van der Ven (NED) (16.) · 1–7 | kiesett           | kiesett           | kiesett           | kiesett           | 17.      |

Női
| Versenyző            | Versenyszám | Selejtező | Selejtező | 64-es főtábla                | 32-es főtábla     | Nyolcaddöntő      | Negyeddöntő       | Elődöntő          | Döntő             | Helyezés |
| Versenyző            | Versenyszám | Pont      | Kiemelt   | Ellenfél Eredmény            | Ellenfél Eredmény | Ellenfél Eredmény | Ellenfél Eredmény | Ellenfél Eredmény | Ellenfél Eredmény | Helyezés |
| -------------------- | ----------- | --------- | --------- | ---------------------------- | ----------------- | ----------------- | ----------------- | ----------------- | ----------------- | -------- |
| Anasztaszija Bannova | Egyéni      | 614       | 54.       | Aída Román (MEX) (11.) · 2–6 | kiesett           | kiesett           | kiesett           | kiesett           | kiesett           | 33.      |

## Kajak-kenu

### Síkvízi
Férfi
| Versenyző                               | Versenyszám         | Előfutam | Előfutam | Előfutam | Elődöntő | Elődöntő | Elődöntő | Döntő | Döntő    | Döntő    | Helyezés |
| Versenyző                               | Versenyszám         | Idő      | Hely.    | Össz.    | Idő      | Hely.    | Össz.    | Típus | Idő      | Helyezés | Helyezés |
| --------------------------------------- | ------------------- | -------- | -------- | -------- | -------- | -------- | -------- | ----- | -------- | -------- | -------- |
| Alekszej Gyergunov Jevgenyij Alekszejev | Kajak kettes 200 m  | 34,254   | 6.       | 10.      |          |          |          | B     | 35,494   | 1.       | 9.       |
| Alekszej Gyergunov Jevgenyij Alekszejev | Kajak kettes 1000 m | 3:32,176 | 5.       | 11.      | 3:17,788 | 4.       | 9.       | B     | 3:14,867 | 3.       | 11.      |
| Alekszej Gyadcsuk                       | Kenu egyes 200 m    | 43,204   | 3.       | 16.      | 42,359   | 5.       | 13.      | B     | 45,283   | 6.       | 14.      |
| Alekszej Gyadcsuk                       | Kenu egyes 1000 m   | 4:44,175 | 4.       | 15.      | 4:56,724 | 8.       | 16.      | B     | 4:55,737 | 8.       | 16.      |

Női
| Versenyző          | Versenyszám       | Előfutam | Előfutam | Előfutam | Elődöntő | Elődöntő | Elődöntő | Döntő   | Döntő    | Döntő    | Helyezés |
| Versenyző          | Versenyszám       | Idő      | Hely.    | Össz.    | Idő      | Hely.    | Össz.    | Típus   | Idő      | Helyezés | Helyezés |
| ------------------ | ----------------- | -------- | -------- | -------- | -------- | -------- | -------- | ------- | -------- | -------- | -------- |
| Natalja Szergejeva | Kajak egyes 200 m | 43,257   | 5.       | 20.      | 42,602   | 7.       | 18.      | kiesett | kiesett  | kiesett  | 18.      |
| Natalja Szergejeva | Kajak egyes 500 m | 1:54,445 | 3.       | 13.      | 1:53,888 | 4.       | 14.      | B       | 1:54,707 | 5.       | 13.      |

### Szlalom
| Versenyző         | Versenyszám      | Selejtező | Selejtező | Selejtező | Selejtező | Selejtező     | Selejtező     | Elődöntő | Elődöntő | Döntő   | Döntő    |
| Versenyző         | Versenyszám      | 1. futam  | 1. futam  | 2. futam  | 2. futam  | Jobb eredmény | Jobb eredmény | Elődöntő | Elődöntő | Döntő   | Döntő    |
| Versenyző         | Versenyszám      | Pont      | Hely.     | Pont      | Hely.     | Pont          | Hely.         | Pont     | Hely.    | Pont    | Helyezés |
| ----------------- | ---------------- | --------- | --------- | --------- | --------- | ------------- | ------------- | -------- | -------- | ------- | -------- |
| Rafail Vergojazov | Férfi kenu egyes | 125,49    | 15.       | 225,23    | 17.       | 125,49        | 17.           | kiesett  | kiesett  | kiesett | kiesett  |

## Kerékpározás

### Országúti kerékpározás
Férfi
| Versenyző            | Versenyszám     | Idő                 | Helyezés |
| -------------------- | --------------- | ------------------- | -------- |
| Aszan Bazajev        | Mezőnyverseny   | 5:46:37 (+0:40)     | 43.      |
| Aszan Bazajev        | Egyéni időfutam | 56:40,77 (+6:01,23) | 31.      |
| Alekszandr Vinokurov | Egyéni időfutam | 55:37,05 (+4:57,51) | 23.      |
| Alekszandr Vinokurov | Mezőnyverseny   | 5:45:57             |          |

## Ökölvívás
Férfi
| Versenyző              | Versenyszám     | Selejtező                       | Nyolcaddöntő                    | Negyeddöntő                        | Elődöntő                          | Döntő                         | Helyezés |
| Versenyző              | Versenyszám     | Ellenfél Eredmény               | Ellenfél Eredmény               | Ellenfél Eredmény                  | Ellenfél Eredmény                 | Ellenfél Eredmény             | Helyezés |
| ---------------------- | --------------- | ------------------------------- | ------------------------------- | ---------------------------------- | --------------------------------- | ----------------------------- | -------- |
| Birzsan Zsakipov       | Papírsúly       | Jérémy Beccu (FRA) · 18–17      | Mark Barriga (PHI) · 17–16      | Cou Si-ming (CHN) · 10–13          | kiesett                           | kiesett                       | 5.       |
| Ilijasz Szulejmenov    | Légsúly         | Salomo Ntuve (SWE) · 13–8       | Andrew Selby (GBR) · 15–19      | kiesett                            | kiesett                           | kiesett                       | 9.       |
| Kanat Abutalipov       | Harmatsúly      | Veszám Szlámána (SYR) · 15–7    | John Joe Nevin (IRL) · 10–15    | kiesett                            | kiesett                           | kiesett                       | 9.       |
| Gani Zsajlauov         | Könnyűsúly      | Saylom Ardee (THA) · 12–12      | Dzsaj Bhagván (IND) · 16–8      | Yasnier Toledo (CUB) · 11–19       | kiesett                           | kiesett                       | 5.       |
| Danyijar Jeleuszinov   | Kisváltósúly    | Jamel Herring (USA) · 19–9      | Mehdi Tolouti (IRI) · 19–10     | Vincenzo Mangiacapre (ITA) · 12–16 | kiesett                           | kiesett                       | 5.       |
| Szerik Szapijev        | Váltósúly       | erőnyerő                        | Szuzuki Jaszuhiro (JPN) · 25–11 | Gabriel Maestre (VEN) · 20–9       | Andrej Zamkovoj (RUS) · 18–12     | Fred Evans (GBR) · 17–9       |          |
| Danabek Szuzsanov      | Középsúly       | Vidzsender Szingh (IND) · 10–14 | kiesett                         | kiesett                            | kiesett                           | kiesett                       | 17.      |
| Agyilbek Nyijazimbetov | Félnehézsúly    | erőnyerő                        | Carlos Góngora (ECU) · 13–5     | Ehsan Rouzbahani (IRI) · 13–10     | Olekszandr Hvozdik (UKR) · 13+–13 | Jegor Mehoncev (RUS) · 15–15+ |          |
| Ivan Dicsko            | Szupernehézsúly |                                 | Erik Pfeifer (GER) · 14–4       | Simon Kean (CAN) · 20–6            | Anthony Joshua (GBR) · 11–13      | kiesett                       |          |

Női
| Versenyző        | Versenyszám | Selejtező                       | Negyeddöntő                     | Elődöntő                       | Döntő             | Helyezés |
| Versenyző        | Versenyszám | Ellenfél Eredmény               | Ellenfél Eredmény               | Ellenfél Eredmény              | Ellenfél Eredmény | Helyezés |
| ---------------- | ----------- | ------------------------------- | ------------------------------- | ------------------------------ | ----------------- | -------- |
| Szaida Haszenova | Könnyűsúly  | Adriana Araújo (BRA) · 14–16    | kiesett                         | kiesett                        | kiesett           | 9.       |
| Marina Volnova   | Középsúly   | Elizabeth Andiego (KEN) · 20–11 | Savannah Marshall (GBR) · 16–12 | Claressa Shields (USA) · 15–29 | kiesett           |          |

## Öttusa
| Versenyző           | Versenyszám | Vívás    | Vívás | Vívás | Úszás   | Úszás | Úszás | Lovaglás | Lovaglás | Lovaglás | Lovaglás | Futás/Lövészet | Futás/Lövészet | Futás/Lövészet | Futás/Lövészet | Összesen    | Összesen |
| Versenyző           | Versenyszám | Eredmény | Pont  | Hely. | Idő     | Pont  | Hely. | Idő      | Hibapont | Pont     | Hely.    | Lövőhiba       | Idő            | Pont           | Hely.          | Összes pont | Helyezés |
| ------------------- | ----------- | -------- | ----- | ----- | ------- | ----- | ----- | -------- | -------- | -------- | -------- | -------------- | -------------- | -------------- | -------------- | ----------- | -------- |
| Pavel Iljasenko     | Férfi       | 15–20    | 748*  | 28.   | 2:06,62 | 1244  | 26.   | 96,94    | 164      | 1036     | 30.      | 9              | 10:49,80       | 2404           | 17.            | 5432        | 29.      |
| Rusztem Szabirhuzin | Férfi       | 19–16    | 856   | 10.   | 2:13,21 | 1204  | 34.   | 72,42    | 100      | 1100     | 24.      | 4              | 10:49,57       | 2404           | 16.            | 5564        | 21.      |

* - Pavel Iljasenko vívásban 12 pontos büntetést kapott

## Sportlövészet
Férfi
| Versenyző              | Versenyszám    | Selejtező | Selejtező | Döntő   | Döntő    |
| Versenyző              | Versenyszám    | Pont      | Helyezés  | Pont    | Helyezés |
| ---------------------- | -------------- | --------- | --------- | ------- | -------- |
| Vjacseszlav Podlesznij | Légpisztoly    | 565       | 40.       | kiesett | kiesett  |
| Vjacseszlav Podlesznij | Szabadpisztoly | 540       | 34.       | kiesett | kiesett  |

Női
| Versenyző        | Versenyszám           | Selejtező | Selejtező | Döntő   | Döntő    |
| Versenyző        | Versenyszám           | Pont      | Helyezés  | Pont    | Helyezés |
| ---------------- | --------------------- | --------- | --------- | ------- | -------- |
| Olga Dovgun      | Légpuska              | 394       | 22.       | kiesett | kiesett  |
| Olga Dovgun      | Sportpuska, összetett | 578       | 24.       | kiesett | kiesett  |
| Angelina Miscsuk | Skeet                 | 66        | 9.        | kiesett | kiesett  |

## Súlyemelés
Férfi
| Versenyző             | Versenyszám | Szakítás | Szakítás | Lökés    | Lökés    | Összesen | Helyezés |
| Versenyző             | Versenyszám | Eredmény | Helyezés | Eredmény | Helyezés | Összesen | Helyezés |
| --------------------- | ----------- | -------- | -------- | -------- | -------- | -------- | -------- |
| Kirill Pavlov         | 77 kg       | 147      | 10.      | 175      | 9.       | 322      | 9.       |
| Ilja Iljin            | 94 kg       | 185      | 2.       | 233      | 1.       | 418      |          |
| Almasz Utesov         | 94 kg       | 175      | 8.       | 220      | 7.       | 395      | 7.       |
| Aljakszandr Zajcsikav | 105 kg      | 155      | 15.      | 205      | 8.       | 360      | 12.      |

Női
| Versenyző            | Versenyszám | Szakítás | Szakítás | Lökés    | Lökés    | Összesen | Helyezés |
| Versenyző            | Versenyszám | Eredmény | Helyezés | Eredmény | Helyezés | Összesen | Helyezés |
| -------------------- | ----------- | -------- | -------- | -------- | -------- | -------- | -------- |
| Zulfija Csinsanlo    | 53 kg       | 95       | 3.       | 131      | 1.       | 226      |          |
| Majja Manyeza        | 63 kg       | 110      | 2.       | 135      | 1.       | 245      |          |
| Anna Nurmuhambetova  | 69 kg       | 115      | 3.       | 136      | 5.       | 251      | 5.       |
| Szvetlana Podobedova | 75 kg       | 130      | 2.       | 161      | 1.       | 291      |          |

## Szinkronúszás
| Versenyző                           | Versenyszám | Technikai gyakorlat | Technikai gyakorlat | Selejtező        | Selejtező        | Selejtező  | Selejtező  | Döntő            | Döntő            | Döntő      | Döntő      | Helyezés |
| Versenyző                           | Versenyszám | Technikai gyakorlat | Technikai gyakorlat | Szabad gyakorlat | Szabad gyakorlat | Összesítés | Összesítés | Szabad gyakorlat | Szabad gyakorlat | Összesítés | Összesítés | Helyezés |
| Versenyző                           | Versenyszám | Pont                | Hely.               | Pont             | Hely.            | Pont       | Hely.      | Pont             | Hely.            | Pont       | Hely.      | Helyezés |
| ----------------------------------- | ----------- | ------------------- | ------------------- | ---------------- | ---------------- | ---------- | ---------- | ---------------- | ---------------- | ---------- | ---------- | -------- |
| Anna Kulkina Ajgerim Zsekszembinova | Páros       | 84,600              | 15.                 | 84,980           | 15.              | 169,580    | 15.        | kiesett          | kiesett          | kiesett    | kiesett    | 15.      |

## Taekwondo
Férfi
| Versenyző          | Versenyszám | Nyolcaddöntő                     | Negyeddöntő       | Elődöntő          | Vigaszág elődöntő | Bronz- mérkőzés   | Döntő             | Helyezés |
| Versenyző          | Versenyszám | Ellenfél Eredmény                | Ellenfél Eredmény | Ellenfél Eredmény | Ellenfél Eredmény | Ellenfél Eredmény | Ellenfél Eredmény | Helyezés |
| ------------------ | ----------- | -------------------------------- | ----------------- | ----------------- | ----------------- | ----------------- | ----------------- | -------- |
| Nurszultan Mamajev | Légsúly     | Tamer Bayoumi (EGY) · 0–1 (h.h.) | kiesett           | kiesett           |                   |                   |                   | 11.      |

Női
| Versenyző                | Versenyszám | Nyolcaddöntő                     | Negyeddöntő       | Elődöntő          | Vigaszág elődöntő | Bronz- mérkőzés   | Döntő             | Helyezés |
| Versenyző                | Versenyszám | Ellenfél Eredmény                | Ellenfél Eredmény | Ellenfél Eredmény | Ellenfél Eredmény | Ellenfél Eredmény | Ellenfél Eredmény | Helyezés |
| ------------------------ | ----------- | -------------------------------- | ----------------- | ----------------- | ----------------- | ----------------- | ----------------- | -------- |
| Gulnafisz Ajtmuhambetova | Váltósúly   | Franka Anić (SLO) · 11–15        | kiesett           | kiesett           |                   |                   |                   | 11.      |
| Feruza Jergesova         | Nehézsúly   | Nusa Rajher (SLO) · 16–17 (h.h.) | kiesett           | kiesett           |                   |                   |                   | 11.      |

## Tenisz
Férfi
| Versenyző       | Versenyszám | 64-es főtábla                 | 32-es főtábla     | Nyolcaddöntő      | Negyeddöntő       | Elődöntő          | Bronz- mérkőzés   | Döntő             | Helyezés |
| Versenyző       | Versenyszám | Ellenfél Eredmény             | Ellenfél Eredmény | Ellenfél Eredmény | Ellenfél Eredmény | Ellenfél Eredmény | Ellenfél Eredmény | Ellenfél Eredmény | Helyezés |
| --------------- | ----------- | ----------------------------- | ----------------- | ----------------- | ----------------- | ----------------- | ----------------- | ----------------- | -------- |
| Mihail Kukuskin | Egyes       | Gilles Simon (FRA) · 4–6, 2–6 | kiesett           | kiesett           | kiesett           | kiesett           | kiesett           | kiesett           | 33.      |

Női
| Versenyző                              | Versenyszám | 64-es főtábla                 | 32-es főtábla                                                   | Nyolcaddöntő                                                        | Negyeddöntő       | Elődöntő          | Bronz- mérkőzés   | Döntő             | Helyezés |
| Versenyző                              | Versenyszám | Ellenfél Eredmény             | Ellenfél Eredmény                                               | Ellenfél Eredmény                                                   | Ellenfél Eredmény | Ellenfél Eredmény | Ellenfél Eredmény | Ellenfél Eredmény | Helyezés |
| -------------------------------------- | ----------- | ----------------------------- | --------------------------------------------------------------- | ------------------------------------------------------------------- | ----------------- | ----------------- | ----------------- | ----------------- | -------- |
| Jaroszlava Svedova                     | Egyes       | Simona Halep (ROU) · 6–4, 6–2 | Sabine Lisicki (GER) · 6–4, 3–6, 5–7                            | kiesett                                                             | kiesett           | kiesett           | kiesett           | kiesett           | 17.      |
| Galina Voszkobojeva                    | Egyes       | Babos Tímea (HUN) · 4–6, 2–6  | kiesett                                                         | kiesett                                                             | kiesett           | kiesett           | kiesett           | kiesett           | 33.      |
| Jaroszlava Svedova Galina Voszkobojeva | Páros       |                               | Kanada (CAN) · Stéphanie Dubois · Aleksandra Wozniak · 6–2, 6–0 | Oroszország (RUS) · Marija Kirilenko · Nagyezsda Petrova · 3–6, 2–6 | kiesett           | kiesett           | kiesett           | kiesett           | 9.       |

## Torna
Férfi
| Versenyző          | Versenyszám      | Selejtező | Selejtező | Döntő    | Döntő    |
| Versenyző          | Versenyszám      | Pontszám  | Helyezés  | Pontszám | Helyezés |
| ------------------ | ---------------- | --------- | --------- | -------- | -------- |
| Sztyepan Gorbacsov | Talaj            | 13,900    | 55.       | kiesett  | kiesett  |
| Sztyepan Gorbacsov | Ugrás            | 15,666    |           | kiesett  | kiesett  |
| Sztyepan Gorbacsov | Korlát           | 13,433    | 63.       | kiesett  | kiesett  |
| Sztyepan Gorbacsov | Nyújtó           | 13,666    | 53.       | kiesett  | kiesett  |
| Sztyepan Gorbacsov | Gyűrű            | 13,533    | 62.       | kiesett  | kiesett  |
| Sztyepan Gorbacsov | Lólengés         | 13,733    | 37.       | kiesett  | kiesett  |
| Sztyepan Gorbacsov | Egyéni összetett | 83,931    | 30.       | kiesett  | kiesett  |

Női
| Versenyző       | Versenyszám      | Selejtező | Selejtező | Döntő    | Döntő    |
| Versenyző       | Versenyszám      | Pontszám  | Helyezés  | Pontszám | Helyezés |
| --------------- | ---------------- | --------- | --------- | -------- | -------- |
| Molgyir Azimbaj | Talaj            | 11,933    | 79.       | kiesett  | kiesett  |
| Molgyir Azimbaj | Ugrás            | 12,800    |           | kiesett  | kiesett  |
| Molgyir Azimbaj | Felemás korlát   | 10,700    | 76.       | kiesett  | kiesett  |
| Molgyir Azimbaj | Gerenda          | 11,566    | 74.       | kiesett  | kiesett  |
| Molgyir Azimbaj | Egyéni összetett | 46,999    | 58.       | kiesett  | kiesett  |

### Ritmikus gimnasztika
| Versenyző      | Versenyszám | Selejtező | Selejtező | Selejtező | Selejtező | Selejtező | Selejtező | Selejtező | Selejtező | Selejtező | Selejtező | Döntő   | Döntő   | Döntő   | Döntő   | Döntő    | Döntő    | Döntő   | Döntő   | Döntő    | Döntő    | Helyezés |
| Versenyző      | Versenyszám | Karika    | Karika    | Labda     | Labda     | Buzogány  | Buzogány  | Szalag    | Szalag    | Összesen  | Összesen  | Karika  | Karika  | Labda   | Labda   | Buzogány | Buzogány | Szalag  | Szalag  | Összesen | Összesen | Helyezés |
| Versenyző      | Versenyszám | Pont      | Hely.     | Pont      | Hely.     | Pont      | Hely.     | Pont      | Hely.     | Pont      | Hely.     | Pont    | Hely.   | Pont    | Hely.   | Pont     | Hely.    | Pont    | Hely.   | Pont     | Hely.    | Helyezés |
| -------------- | ----------- | --------- | --------- | --------- | --------- | --------- | --------- | --------- | --------- | --------- | --------- | ------- | ------- | ------- | ------- | -------- | -------- | ------- | ------- | -------- | -------- | -------- |
| Anna Aljabjeva | Egyéni      | 27,200    | 12.       | 26,575    | 15.       | 25,250    | 19.       | 27,400    | 8.        | 106,425   | 15.       | kiesett | kiesett | kiesett | kiesett | kiesett  | kiesett  | kiesett | kiesett | kiesett  | kiesett  | 15.      |

## Úszás
Férfi
| Versenyző            | Versenyszám      | Előfutam | Előfutam | Előfutam | Elődöntő | Elődöntő | Elődöntő | Döntő     | Döntő    |
| Versenyző            | Versenyszám      | Idő      | Hely.    | Össz.    | Idő      | Hely.    | Össz.    | Idő       | Helyezés |
| -------------------- | ---------------- | -------- | -------- | -------- | -------- | -------- | -------- | --------- | -------- |
| Alekszandr Tarabrin  | 100 m hát        | 55,55    | 6.       | 38.      | kiesett  | kiesett  | kiesett  | kiesett   | kiesett  |
| Alekszandr Tarabrin  | 200 m hát        | 2:01,22  | 7.       | 31.      | kiesett  | kiesett  | kiesett  | kiesett   | kiesett  |
| Vlagyiszlav Poljakov | 100 m mell       | 1:02,15  | 3.       | 34.      | kiesett  | kiesett  | kiesett  | kiesett   | kiesett  |
| Jurij Kugyinov       | 10 km nyílt vízi |          |          |          |          |          |          | 1:52:59,0 | 22.      |

Női
| Versenyző           | Versenyszám | Előfutam | Előfutam | Előfutam | Elődöntő | Elődöntő | Elődöntő | Döntő   | Döntő    |
| Versenyző           | Versenyszám | Idő      | Hely.    | Össz.    | Idő      | Hely.    | Össz.    | Idő     | Helyezés |
| ------------------- | ----------- | -------- | -------- | -------- | -------- | -------- | -------- | ------- | -------- |
| Jekatyerina Rudenko | 100 m hát   | 1:03,64  | 7.       | 38.      | kiesett  | kiesett  | kiesett  | kiesett | kiesett  |

## Vívás
Férfi
| Versenyző           | Versenyszám       | Selejtező         | 32-es főtábla                  | Nyolcaddöntő                 | Negyeddöntő       | Elődöntő          | Bronz- mérkőzés   | Döntő             | Helyezés |
| Versenyző           | Versenyszám       | Ellenfél Eredmény | Ellenfél Eredmény              | Ellenfél Eredmény            | Ellenfél Eredmény | Ellenfél Eredmény | Ellenfél Eredmény | Ellenfél Eredmény | Helyezés |
| ------------------- | ----------------- | ----------------- | ------------------------------ | ---------------------------- | ----------------- | ----------------- | ----------------- | ----------------- | -------- |
| Dmitrij Alekszanyin | Párbajtőr, egyéni |                   | Silvio Fernández (VEN) · 12–15 | kiesett                      | kiesett           | kiesett           | kiesett           | kiesett           | 25.      |
| Elmir Alimzsanov    | Párbajtőr, egyéni |                   | Nguyễn Tiến Nhật (VIE) · 15–5  | Csong Dzsinszon (KOR) · 8–15 | kiesett           | kiesett           | kiesett           | kiesett           | 11.      |

Női
| Versenyző      | Versenyszám  | Selejtező         | 32-es főtábla                 | Nyolcaddöntő      | Negyeddöntő       | Elődöntő          | Bronz- mérkőzés   | Döntő             | Helyezés |
| Versenyző      | Versenyszám  | Ellenfél Eredmény | Ellenfél Eredmény             | Ellenfél Eredmény | Ellenfél Eredmény | Ellenfél Eredmény | Ellenfél Eredmény | Ellenfél Eredmény | Helyezés |
| -------------- | ------------ | ----------------- | ----------------------------- | ----------------- | ----------------- | ----------------- | ----------------- | ----------------- | -------- |
| Julija Zsivica | Kard, egyéni |                   | Julija Gavrilova (RUS) · 7–15 | kiesett           | kiesett           | kiesett           | kiesett           | kiesett           | 23.      |

## Vízilabda

### Férfi
| Kazah férfi vízilabdacsapat-játékoskeret                                                                                      | Kazah férfi vízilabdacsapat-játékoskeret                                                                           |
| --- | --- |
| - Szergej Gorovoj - Szergej Gubarjov - Nyikita Kokorin - Nyikolaj Makszimov - Ravil Manafov - Alekszej Panfili - Mihail Rudaj | - Murat Sakenov - Alekszej Smigyer - Rusztam Ukumanov - Vlagyimir Usakov - Jevgenyij Zsiljajev - Alekszandr Svedov |

#### Eredmények
Csoportkör
A csoport
| Csapat              | M | Gy | D | V | G+ | G– | Gk  | P  |
| ------------------- | - | -- | - | - | -- | -- | --- | -- |
| Horvátország (CRO)  | 5 | 5  | 0 | 0 | 50 | 29 | +21 | 10 |
| Olaszország (ITA)   | 5 | 3  | 1 | 1 | 40 | 36 | +4  | 7  |
| Spanyolország (ESP) | 5 | 3  | 0 | 2 | 52 | 42 | +10 | 6  |
| Ausztrália (AUS)    | 5 | 2  | 0 | 3 | 40 | 44 | −4  | 4  |
| Görögország (GRE)   | 5 | 1  | 1 | 3 | 41 | 43 | −2  | 3  |
| Kazahsztán (KAZ)    | 5 | 0  | 0 | 5 | 24 | 53 | −29 | 0  |

| 2012. július 29. 11:20 (12:20) | Kazahsztán (KAZ)     | 6–14        | Spanyolország (ESP) | Water Polo Arena, London Játékvezetők: Marijo Brguljan (MNE), Ulrich Spiegel (GER) |
| 2012. július 29. 11:20 (12:20) | (2–4, 1–5, 1–3, 2–2) |             |                     | Water Polo Arena, London Játékvezetők: Marijo Brguljan (MNE), Ulrich Spiegel (GER) |
| 2012. július 29. 11:20 (12:20) | Usakov, Gubarjov 2   | Jegyzőkönyv | Perrone 5           | Water Polo Arena, London Játékvezetők: Marijo Brguljan (MNE), Ulrich Spiegel (GER) |

| 2012. július 31. 14:10 (15:10) | Ausztrália (AUS)     | 7–4         | Kazahsztán (KAZ) | Water Polo Arena, London Játékvezetők: Adrian Alexandrescu (ROU), Ulrich Spiegel (GER) |
| 2012. július 31. 14:10 (15:10) | (2–1, 2–0, 2–2, 1–1) |             |                  | Water Polo Arena, London Játékvezetők: Adrian Alexandrescu (ROU), Ulrich Spiegel (GER) |
| 2012. július 31. 14:10 (15:10) | Howden 2             | Jegyzőkönyv | négy játékos 1   | Water Polo Arena, London Játékvezetők: Adrian Alexandrescu (ROU), Ulrich Spiegel (GER) |

| 2012. augusztus 2. 11:20 (12:20) | Kazahsztán (KAZ)     | 4–11        | Görögország (GRE) | Water Polo Arena, London Játékvezetők: Ulrich Spiegel (GER), Brian Littlejohn (GBR) |
| 2012. augusztus 2. 11:20 (12:20) | (1–2, 0–4, 1–3, 2–2) |             |                   | Water Polo Arena, London Játékvezetők: Ulrich Spiegel (GER), Brian Littlejohn (GBR) |
| 2012. augusztus 2. 11:20 (12:20) | Ukumanov 2           | Jegyzőkönyv | Fundúlisz 5       | Water Polo Arena, London Játékvezetők: Ulrich Spiegel (GER), Brian Littlejohn (GBR) |

| 2012. augusztus 4. 15:30 (16:30) | Olaszország (ITA)    | 9–6         | Kazahsztán (KAZ)     | Water Polo Arena, London Játékvezetők: Anton Bervoets (NED), Cory Williams (NZL) |
| 2012. augusztus 4. 15:30 (16:30) | (4–2, 4–2, 1–1, 0–1) |             |                      | Water Polo Arena, London Játékvezetők: Anton Bervoets (NED), Cory Williams (NZL) |
| 2012. augusztus 4. 15:30 (16:30) | négy játékos 2       | Jegyzőkönyv | Smigyer, Zsiljajev 2 | Water Polo Arena, London Játékvezetők: Anton Bervoets (NED), Cory Williams (NZL) |

| 2012. augusztus 6. 10:00 (11:00) | Kazahsztán (KAZ)     | 4–12        | Horvátország (CRO) | Water Polo Arena, London Játékvezetők: German Moller (ARG), Brian Littlejohn (GBR) |
| 2012. augusztus 6. 10:00 (11:00) | (0–4, 1–1, 2–4, 1–3) |             |                    | Water Polo Arena, London Játékvezetők: German Moller (ARG), Brian Littlejohn (GBR) |
| 2012. augusztus 6. 10:00 (11:00) | Zsiljajev 2          | Jegyzőkönyv | Dobud 5            | Water Polo Arena, London Játékvezetők: German Moller (ARG), Brian Littlejohn (GBR) |

| Csapat           | Helyezés |
| ---------------- | -------- |
| Kazahsztán (KAZ) | 11.      |